# Castel Fahlburg
Castel Fahlburg (o col desueto nome italianizzato Castel Valle) è un castelletto medievale nell'abitato di Prissiano, frazione di Tesimo (BZ).
Fu costruito sicuramente nel XIII secolo: le prime testimonianze sono del 1280, quand'era di proprietà della famiglia Zobl. Passò poi nel corso dei secoli ai Werberg e agli Schlandersberg, finché - attorno al 1600 - fu acquistato dai conti Brandis. Attorno alla metà del secolo lo fecero rinnovare completamente, dandogli l'aspetto attuale. Gli affreschi (di Stefan Kessler) e le stufe di maiolica risalgono a quel periodo (e sono state restaurate negli ultimi decenni).
Fu residenza di villeggiatura, ma servì anche come palazzo di giustizia. Tra queste mura Jakob Andrä Brandis (1569-1629) scrisse la Geschichte der Landeshauptleute von Tirol (Storia dei principi del Tirolo), considerata la prima opera di storiografia tirolese.
È ancora di proprietà della famiglia Brandis, che affitta le sale in occasione di feste e matrimoni.